# Магнолія (Міннесота)
Магнолія (англ. Magnolia) — місто (англ. city) в США, в окрузі Рок штату Міннесота. Населення — 196 осіб (2020).

## Географія
Магнолія розташована за координатами 43°38′39″ пн. ш. 96°4′31″ зх. д. / 43.64417° пн. ш. 96.07528° зх. д. (43.644176, -96.075238).  За даними Бюро перепису населення США в 2010 році місто мало площу 2,01 км², уся площа — суходіл.

## Демографія
Згідно з переписом 2010 року, у місті мешкали 222 особи в 77 домогосподарствах у складі 56 родин. Густота населення становила 111 особа/км².  Було 84 помешкання (42/км²).
Расовий склад населення:
| - 81,5 % — білих - 8,6 % — азіатів - 4,5 % — корінних американців - 1,4 % — чорних або афроамериканців - 1,8 % — осіб інших рас |

До двох чи більше рас належало 2,3 %. Частка іспаномовних становила 2,3 % від усіх жителів.
За віковим діапазоном населення розподілялося таким чином: 30,2 % — особи молодші 18 років, 58,5 % — особи у віці 18—64 років, 11,3 % — особи у віці 65 років та старші. Медіана віку мешканця становила 33,0 року. На 100 осіб жіночої статі у місті припадало 141,3 чоловіків;  на 100 жінок у віці від 18 років та старших — 118,3 чоловіків також старших 18 років.
Середній дохід на одне домашнє господарство  становив 43 205 доларів США (медіана — 41 667), а середній дохід на одну сім'ю — 50 254 долари (медіана — 48 958). За межею бідності перебувало 12,9 % осіб, у тому числі 9,1 % дітей у віці до 18 років та 9,1 % осіб у віці 65 років та старших.
Цивільне працевлаштоване населення становило 120 осіб. Основні галузі зайнятості: виробництво — 22,5 %, роздрібна торгівля — 16,7 %, освіта, охорона здоров'я та соціальна допомога — 13,3 %.